# You Mao
You Mao 尤袤 (* 1127; † 1194) war ein chinesischer Shi (Lyrik)-Dichter und Büchersammler aus der Zeit der Südlichen Song-Dynastie. Er stammt aus Wuxi und war zusammen mit Lu You 陆游, Yang Wanli 杨万里 und Fan Chengda 范成大 einer der Vier großen Zhongxing-Dichter (Zhongxing si dajia), die auch als die Vier Meister der Südlichen Song-Dynastie (Nan Song si dajia) bezeichnet werden.

## Werke
Von ihm stammen die Werke Suichu xiaogao 遂初小稿 (16 juan) und Neiwai zhi 內外制 (30 juan). Der Katalog seiner Sammlung (Suichu tang shumu 遂初堂书目) ist erhalten und fand in mehreren Congshu Aufnahme.